# Långnäs udden
Långnäs udden är en halvö i Finland. Den ligger i landskapet Egentliga Finland, i den sydvästra delen av landet, 190 km väster om huvudstaden Helsingfors. Långnäs udden ligger på ön Käldersö.